# Les Naufragés de l'esprit
Les Naufragés de l’Esprit : Des sectes dans l’Église catholique est un essai de Thierry Baffoy, Antoine Delestre et Jean-Paul Sauzet paru en 1996.
L'ouvrage fait sensation en dénonçant des dérives sectaires et des emprises spirituelles de « gourous » dans certaines communautés religieuses issues du renouveau charismatique catholique. Il présente des témoignages d’anciens membres de ces communautés et des analyses de leur fonctionnement.

## Contenu
L'ouvrage est écrit par des catholiques ayant quitté les communautés charismatiques dont ils étaient membres. Il décrit les dérives sectaires dans les communautés nouvelles et mettent en cause l'aveuglement des évêques à leur égard. Plusieurs contributeurs évoquent notamment la communauté du Chemin Neuf, les Fondations, la Sainte-Croix, le Lion de Juda (renommé Communauté des Béatitudes), la Famille de Nazareth ou la Théophanie,.
Le livre est construit à partir de témoignages, d’entretiens, de récits qui témoignent des modes de vies dans les communautés charismatiques catholiques. Des analyses et des réflexions complètent le tableau. Il présente des « communautés émotionnelles » où les membres s'attachent et s'investissent affectivement au leader de la communauté, véritable « berger » du groupe. L'esprit critique des membres disparaît au profit de l'adulation du « berger » gourou qui régit chaque instant de la vie des membres. Il est décrit le despotisme de certains « bergers », la falsification des informations fournies aux évêques et les appréciations inadaptées de ces derniers, les interventions sur le parcours professionnel et la vie relationnelle des membres des communautés.
L'ouvrage critique les évêques de France qui ont couvert des dérives sectaires aboutissant à des « fraternités-terreurs ».

## Accueil critique
Pour Céline Hoyeau, le livre Les Naufragés de l'esprit alerte de faits dans les communautés religieuses à une époque où l'omerta est de mise. L’épiscopat français proteste à la sortie du livre en 1996, niant qu’il puisse exister des sectes dans l’Église catholique puis commençant à l'admettre cinq ans plus tard,.
Pour le psychothérapeute et journaliste François Devinat l'ouvrage démontre « à quel point la galaxie du Renouveau, pleinement reconnue par Rome, vit en autarcie avec la complaisance des autorités ecclésiales ».
L'universitaire Olivier Landron relève le manque de rigueur et de fiabilité et plusieurs inexactitudes et anachronismes. Pour certaines communautés, il estime que les auteurs ne connaissent pas exactement le fonctionnement de celles-ci.
L'Union nationale des associations de défense des familles et de l'individu mentionne « la problématique du pouvoir, de l’exercice de l’autorité et de la violence institutionnelle, notamment par un mode de communication fondé sur la double contrainte. Celle-ci consiste en des messages contradictoires imposés aux adeptes dans un contexte relationnel intense pour les amener dans une impasse logique et émotionnelle totale qui les conduit à la soumission ».
Joseph-Marie Verlinde, membre fondateur de la Famille de Saint-Joseph, trouve l'ouvrage « tendancieux au sens où ce qu'il semble présenter comme des dérives typiques du Renouveau charismatique, peut se retrouver dans tout groupe humain ».
Vingt cinq ans après sa publication, l'association Aide aux victimes des dérives de mouvements religieux indique que le livre est « toujours une référence pour comprendre ces mouvements issus du pentecôtisme ». Si certains commentaires peuvent être relativisés d’autres « conservent la même fraîcheur qu’au premier jour ».

### Note
1. ↑  Céline Hoyeau est journaliste au service religion du journal La Croix.
2. ↑  Le Père Jean Vernette, secrétaire national du service « Pastorale, sectes et nouvelles croyances », reconnait en 2001 que des « dérives sectaires » peuvent exister dans l'Église.
3. ↑  En 2021, la Famille de Saint-Joseph fait l’objet d'une plainte pour abus spirituels. Par ailleurs un des religieux est poursuivi pour abus sexuels.